# Peppino Ortoleva
Giuseppe Ortoleva, detto Peppino (Napoli, 29 agosto 1948), è uno storico italiano.

## Biografia
Studioso di storia e teoria dei mezzi di comunicazione, Peppino Ortoleva è anche curatore di mostre, musei e programmi radiofonici. Tra il 1975 e il 1985 si è dedicato a studi di storia degli Stati Uniti, all'analisi della fotografia e del cinema come documenti, e all'uso dei media per la ricerca e la trasmissione della conoscenza storica. Nel 1982 è stato borsista della Fondazione Luigi Einaudi di Torino.  
Ortoleva ha pubblicato con Scipione Guarracino e Marco Revelli un manuale storico edito numerose volte e ampiamente, e lungamente, adottato. Dal 1986  ha operato nel campo della ricerca sulla comunicazione e della produzione culturale. 
Nel 1992 si trasferisce a Torino dove comincia a insegnare all'Università degli Studi, dapprima come professore a contratto, poi, dal 2002, come associato. Dal 2005 al 2018 è stato professore ordinario. Dal 2019 è Profesor Ajunto all'Universidad de los Andes, in Colombia. Nel 2020 l'Université Paris 2 (Panthéon-Assas) ha deciso di riconoscergli un dottorato honoris causa in Comunicazione.  
Ortoleva ha curato molti musei e mostre dedicati alla storia contemporanea e alle trasformazioni della comunicazione. Tra le mostre più recenti, I mondi di Primo Levi (Torino, 2015), Sulle tracce del crimine (Roma, 2020), Lana. Le trasformazioni di un'industria (Biella, 2021), Bandiera gialla. Le epidemie nella storia (Torino, 1923).
I suoi editoriali compaiono regolarmente sui quotidiani di Veneto e Friuli-Venezia Giulia (gruppo Nordest Multimedia).

## Opere
- Peppino Ortoleva e Chiara Ottaviano, Cronologia della Storia d'Italia 1815-1990, Novara, DeAgostini, 1991, (nuova edizione con il titolo I giorni della storia d'Italia dal Risorgimento ad oggi, 1995)
- Peppino Ortoleva, Saggio sui movimenti del 1968 in Europa e in America, Editori Riuniti, Roma 1998
- Peppino Ortoleva, Cinema e storia. Scene dal passato, Loescher, Torino 1991
- Peppino Ortoleva, Mediastoria. Comunicazione e cambiamento sociale nel mondo contemporaneo, Il Saggiatore, Milano 2002
- Peppino Ortoleva, Un ventennio a colori. Televisione privata e società italiana, Giunti, Firenze 1995
- Peppino Ortoleva, Mass media. Nascita e industrializzazione, Giunti, Firenze 1995
- Giovanni Cordoni; Peppino Ortoleva; Gianni Sibilla, La grana dell'audio. La dimensione sonora della televisione, Rai-Nuova Eri, Roma 2002
- Peppino Ortoleva, Barbara Scaramucci, Enciclopedia della radio, Garzanti, Milano 2003
- Peppino Ortoleva, Maria Teresa Di Marco, Luci del teleschermo. Televisione e cultura in Italia, Electa, Milano 2004
- Peppino Ortoleva, Il secolo dei media, Il Saggiatore, Milano 2009 (opera vincitrice del Premio Castiglioncello per la comunicazione, 2009), nuova edizione ampliata Il Saggiatore, Milano, 2022
- Peppino Ortoleva, Dal sesso al gioco, Espress, Torino, 2012
- Peppino Ortoleva, Miti a bassa intensità, Einaudi, Torino, 2019, traduzione spagnola Mitos de baja intensidad, Ediciones Uniandes, Bogotà, 2021
- Peppino Ortoleva, Sulla viltà, Einaudi, Torino, 2021
- Gabriele Balbi, Peppino Ortoleva, La comunicazione imperfetta, Einaudi, Torino, 2023.